# Marma kyrka
Marma kyrka är en kyrkobyggnad som hör till Älvkarleby-Skutskärs församling i Uppsala stift. Kyrkan ligger i norra delen av Marma samhälle.

## Kyrkobyggnaden
Initiativtagare till Marma kyrka var kyrkoherde Frans Tivell som tillträdde sin tjänst år 1909. Kyrkan uppfördes åren 1926 - 1927 och invigdes 13 februari 1927 av ärkebiskop Nathan Söderblom. Ritningarna var utförda av arkitekt Erik Karlstrand i Stockholm. Kyrkan bekostades helt med frivilliga bidrag och frivilliga arbetsinsatser. Stora Kopparberg bidrog med både pengar och mark.
Den vitputsade kyrkan är byggd av kalksandstegel som har tillverkats i Skutskär. Byggnaden är rektangulärt formad och täcks av ett svartmålat valmat plåttak. På taknockarna i öster och väster finns kors med förgyllda kulor. Kyrkorummets inredning är enkel med vita väggar och ett plant rödbrunt innertak av trä. Utmed långsidan finns runda kyrkfönster som till sin form påminner om halstabletter och är en gåva av Ahlgrens i Gävle. Vid östra väggen, som saknar fönster, ligger koret. Norr om koret ligger sakristian. Under läktaren i väster är församlingssal och ekonomiutrymmen inrymda.
Huvudingången ligger vid södra sidan och går genom en halvt fristående klockstapel som står framför vapenhuset. Klockstapeln är liksom kyrkan vitputsad och kröns av en mörktjärad lanternin som är jämnhög med kyrkans tak. I stapeln hänger en kyrkklocka gjuten 1926 av Bergholtz klockgjuteri. Söder om kyrkan och öster om klockstapel står en minnessten över kyrkoherde Frans Tivell. Stenen avtäcktes Annandag Jul 1954.

## Inventarier
- Altartavlan målades 1966 av professor Einar Forseth. Dess motiv är moderna människors möten med den uppståndne Jesus Kristus vid Galileiska sjön.
- Dopfunten av trä är skänkt till kyrkans invigning av direktör Robert Strand i Skutskär. På södra väggen bakom dopfunten hänger en vävnad i röllakansteknik från 1984, som är komponerad av Anna Lisa Odelqvist-Kruse på Libraria och vävd av Ulla Parkdal.

### Orgel
- Den nuvarande orgeln är byggd 1954 av Olof Hammarberg, Göteborg och är en pneumatisk orgel med rundbälgslådor. Den har ett tonomfång på 56/30. Orgeln renoverades och omstationerades 1970 av Rolf Larsson, Uppsala.

| Huvudverk I   | Svällverk II      | Pedal      | Koppel   |
| Gedackt 8´    | Rörflöjt 8´       | Subbas 16´ | I/P      |
| Principal 4´  | Gemshorn 4´       | Gedakt 8´  | II/P     |
| Kvintadena 4´ | Nasard 2 2/3´     |            | II/I     |
|               | Waldflöjt 2'      |            | I 4'     |
|               | Crescendosvällare |            | II 16'/I |

## Bildgalleri

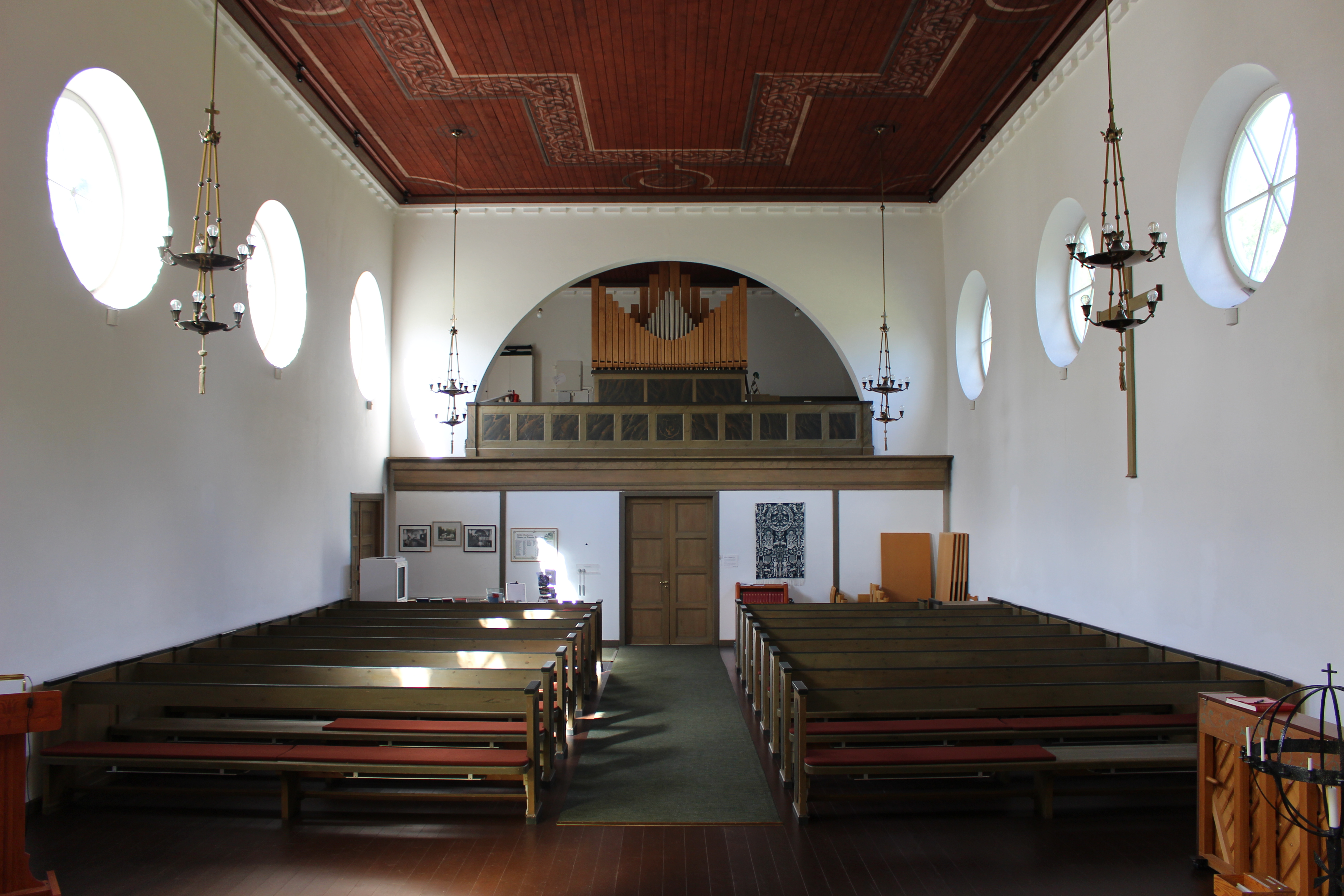
Kyrkorum mot väster
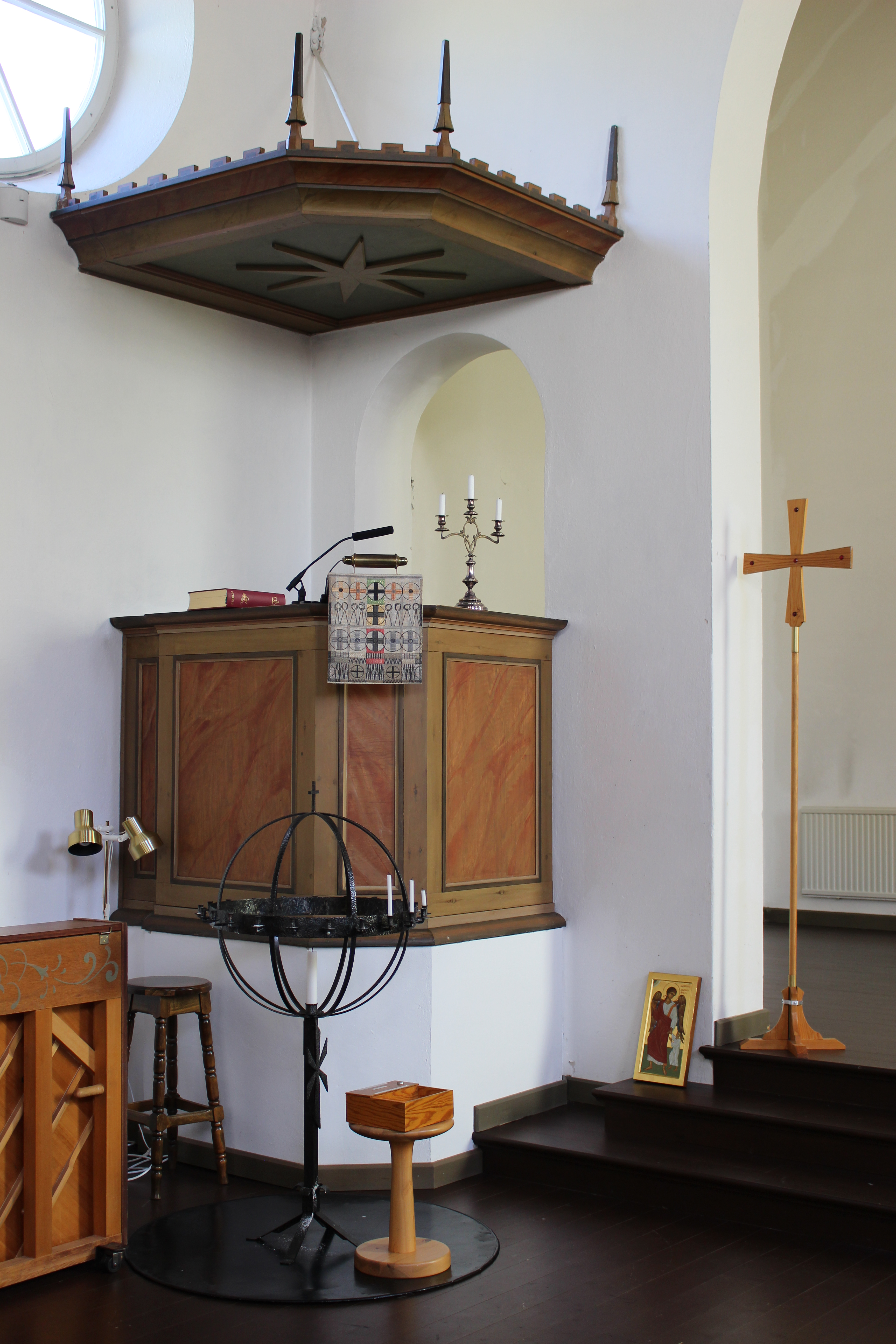
Predikstol
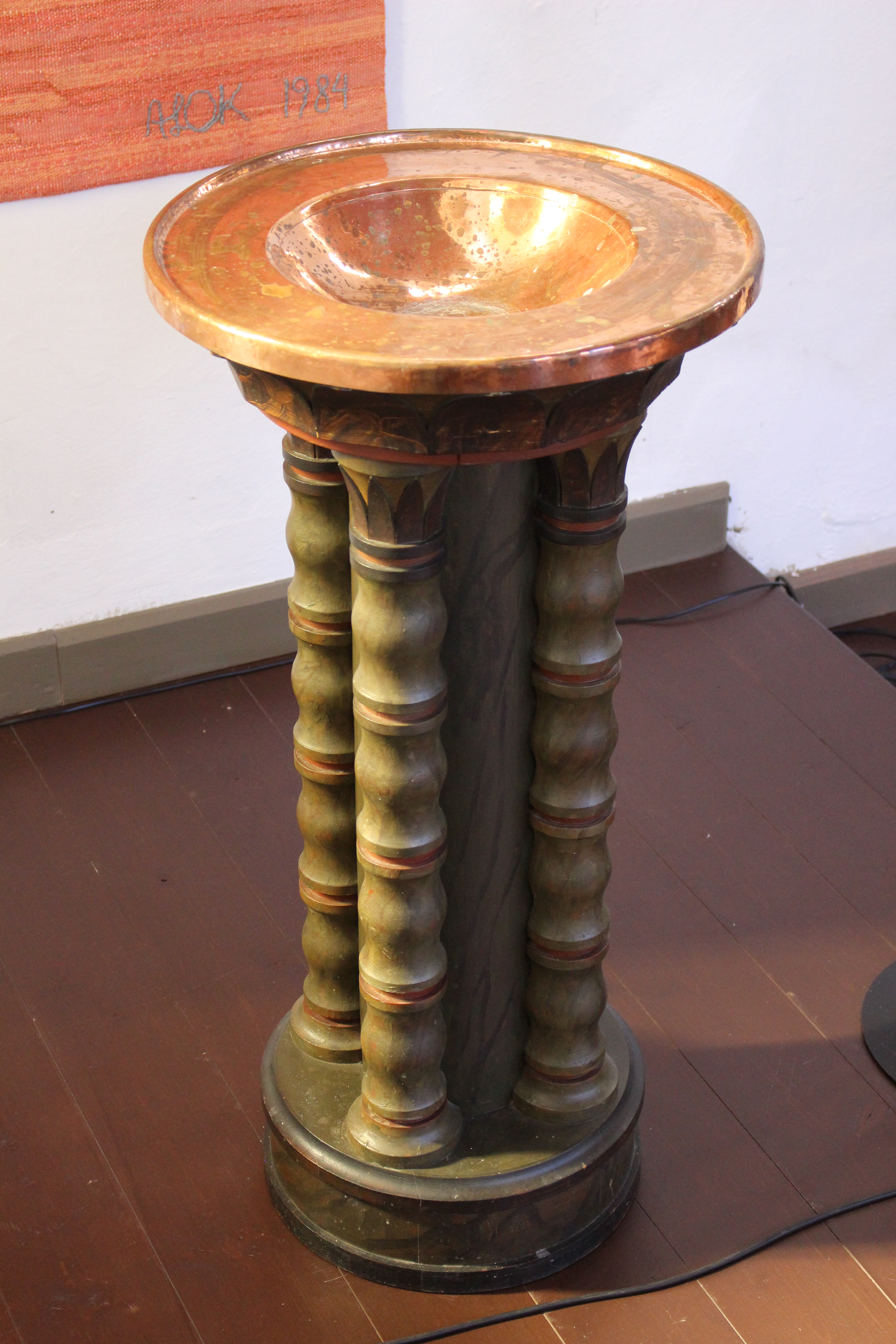
Dopfunt
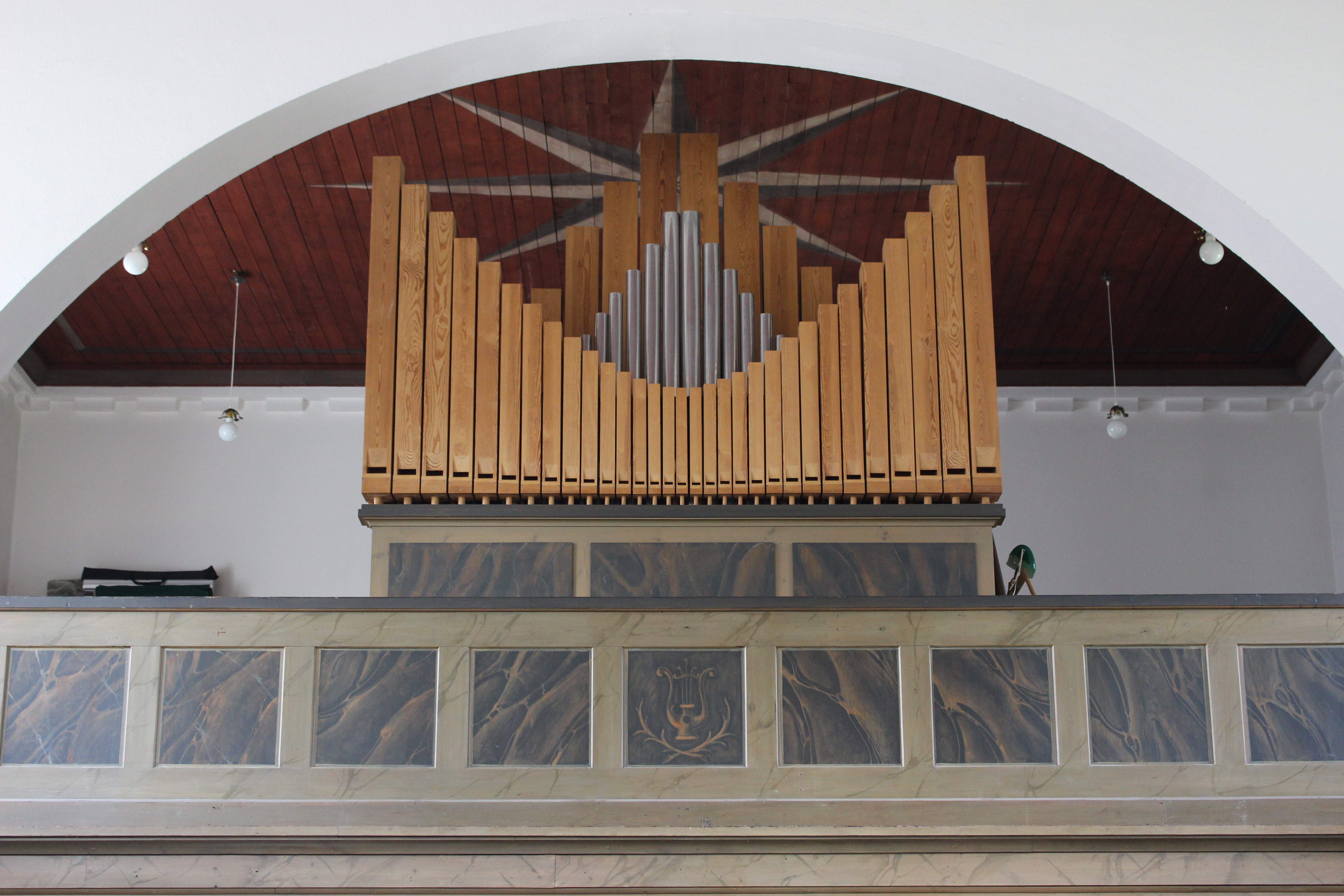
Orgel
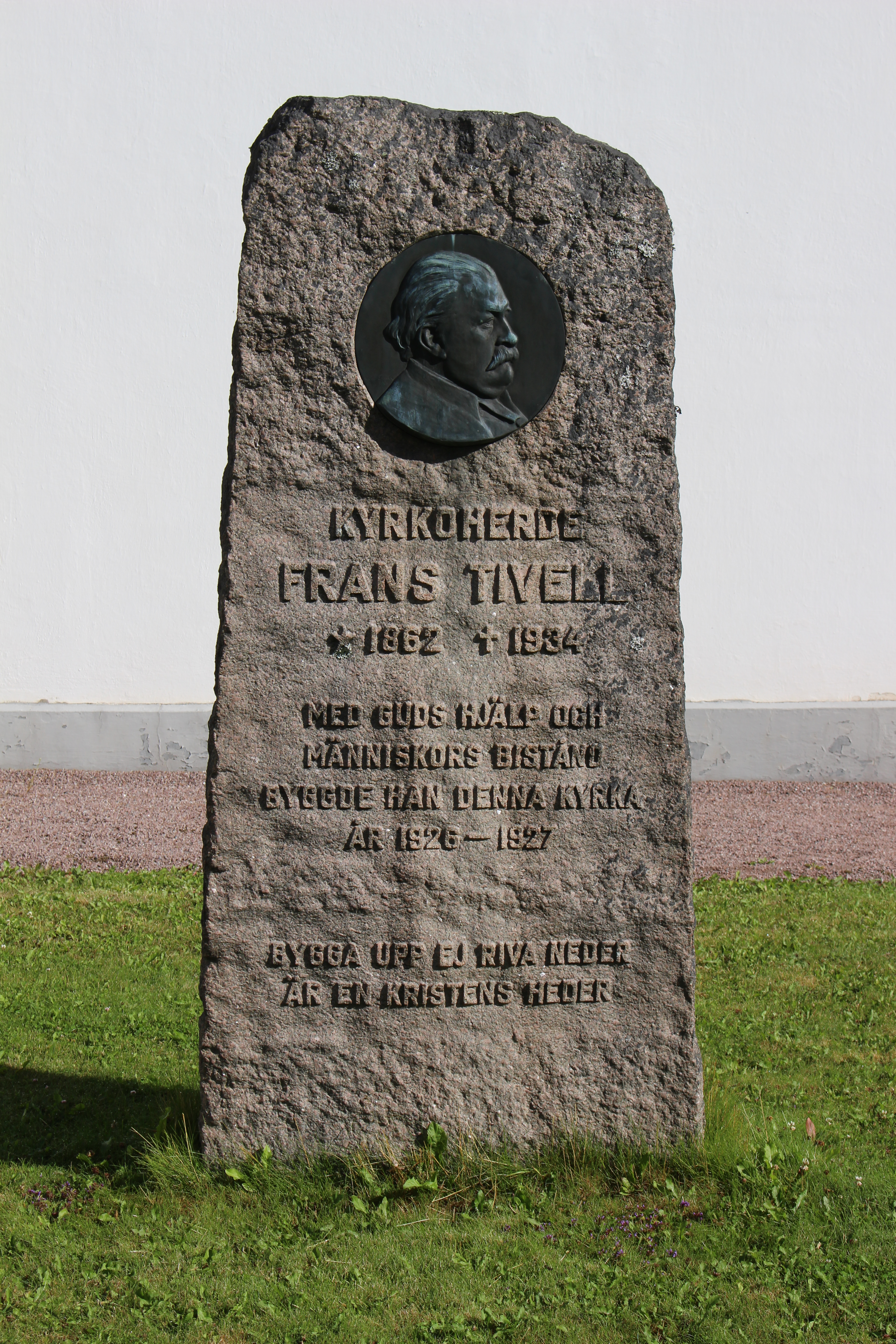
Minnessten över Frans Tivell

### Webbkällor
- Gefle Dagblad[död länk]
- Älvkarleby-Skutskärs församling

## Weblänkar
- Älvkarleby-Skutskärs församling
- Wikimedia Commons har media som rör Marma kyrka.